# Teyonah Parris
Teyonah Parris (Hopkins, 22 september 1987) is een Amerikaanse televisie- en filmactrice.

## Carrière
Teyonah Parris werd geboren in Hopkins (South Carolina). Later verhuisde ze naar New York, waar ze afstudeerde aan de Juilliard School. Vervolgens verhuisde ze naar Los Angeles om haar acteercarrière te lanceren. In 2010 vertolkte ze een kleine rollen in onder meer de komedie How Do You Know en de tv-serie The Good Wife. Twee jaar later versierde ze een bijrol in de succesvolle reeks Mad Men. Parris vertolkte drie jaar lang Dawn Chambers, de secretaresse van het hoofdpersonage Don Draper. In 2013 was ze te zien in een aflevering van de misdaadserie CSI: Crime Scene Investigation en een jaar later kreeg ze ook een terugkerende rol in de komische serie Survivor's Remorse.
In 2015 vertolkte Parris een hoofdrol in Chi-Raq van regisseur Spike Lee. Ze speelde het personage Lysistrata, verwijzend naar het gelijknamige verhaal van de Oud-Griekse schrijver Aristophanes waarop de film gebaseerd werd. In 2018 vertolkte ze een bijrol in de boekverfilming If Beale Street Could Talk van regisseur Barry Jenkins. Een jaar later werd ze gecast als de superheldin Monica Rambeau voor de Marvel-serie WandaVision (2021).

## Filmografie

### Film
- How Do You Know (2010)
- A Picture of You (2013)
- Dear White People (2014)
- They Came Together (2014)
- Five Nights in Maine (2015)
- Chi-Raq (2015)
- Where Children Play (2015)
- Love Under New Management: The Miki Howard Story (2016)
- If Beale Street Could Talk (2018)
- Point Blank (2019)
- Charm City Kings (2020)
- The Photograph (2020)
- The Marvels (2023)

### Televisie
- The Good Wife (2010) (1 aflevering)
- Mad Men (2012–2015) (22 afleveringen)
- CSI: Crime Scene Investigation (2013) (1 aflevering)
- Survivor's Remorse (2014–2017) (36 afleveringen)
- Placeholders (2017) (2 afleveringen)
- Empire (2017) (6 afleveringen)
- WandaVision (2021) (7 afleveringen)
- What If...? (2024) (stem in 1 aflevering)

- Gemeinsame Normdatei: 1251023142
- International Standard Name Identifier: 0000 0004 4625 0670
- Library of Congress Control Number: ns2015000470
- Nationale Bibliotheek van Tsjechië: xx0314822
- Nationale Bibliotheek van Israël: 987007363637405171
- Virtual International Authority File: 314912333
- WorldCat: E39PBJcKHK7pMCFTCkgfcp7mBP